# Bismarckschule (Hannover)
Die Bismarckschule ist ein Gymnasium in Hannover. Sie liegt im Stadtteil Südstadt, in unmittelbarer Nähe des Maschsees. Sie ist benannt nach dem deutschen Staatsmann und Gründer des Deutschen Reiches Otto von Bismarck.

## Geschichte

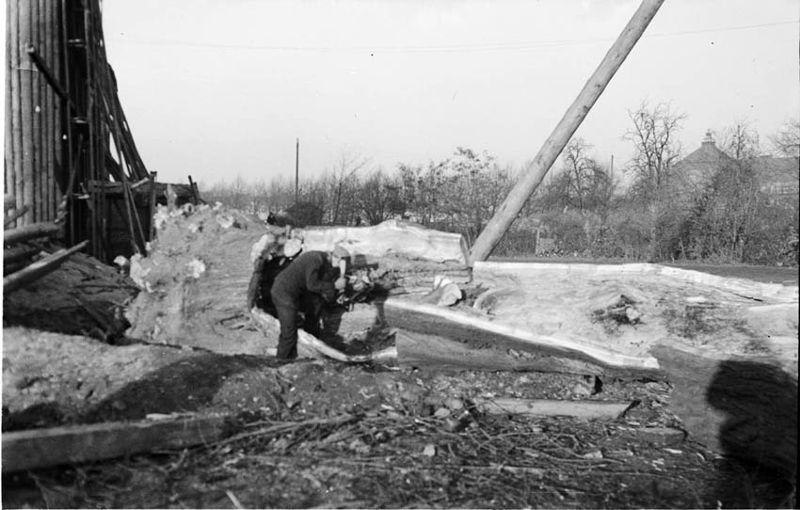
1935: Die Bismarckschule rechts im Hintergrund: „Die riesige Weide am alten Eishaus (in Abbruch) am Altenbekener Damm mußte dem Maschsee Platz machen und wird hier für das Museum ausgehöhlt.“
Fotografie des Ökologen Max Hugo Weigold

Die Bismarckschule wurde im Jahre 1906 als Reformrealgymnasium, also als naturwissenschaftliches Realgymnasium für Jungen gegründet.
Nachdem anfangs das vormalige Gebäude der Provinzial-Hebammenlehranstalt im (heutigen) Stadtteil Nordstadt, Herrenhäuser Kirchweg 5, genutzt wurde, konnten fünf Jahre später Schüler und Lehrer das neue Gebäude beziehen, in dem sich die Bismarckschule bis heute befindet. Architekt des von 1909 bis 1911 im späten Historismus mit Elementen des Neobarock und des Jugendstils erbauten Gebäudes war der städtische Baubeamte Johann de Jonge.
Im Zweiten Weltkrieg war in der Bismarckschule einer von mehreren öffentlichen Luftschutzkellern in der Südstadt eingerichtet worden, um die in der Stadt verbliebenen Menschen vor den Fliegerbomben während der Luftangriffe auf Hannover zu schützen.
Seit 1953 ist die Bismarckschule eine UNESCO-Projektschule. Im Jahr 2005 wurde der Antrag auf die Einrichtung einer Ganztagsschule genehmigt.

## Die heutige Bismarckschule

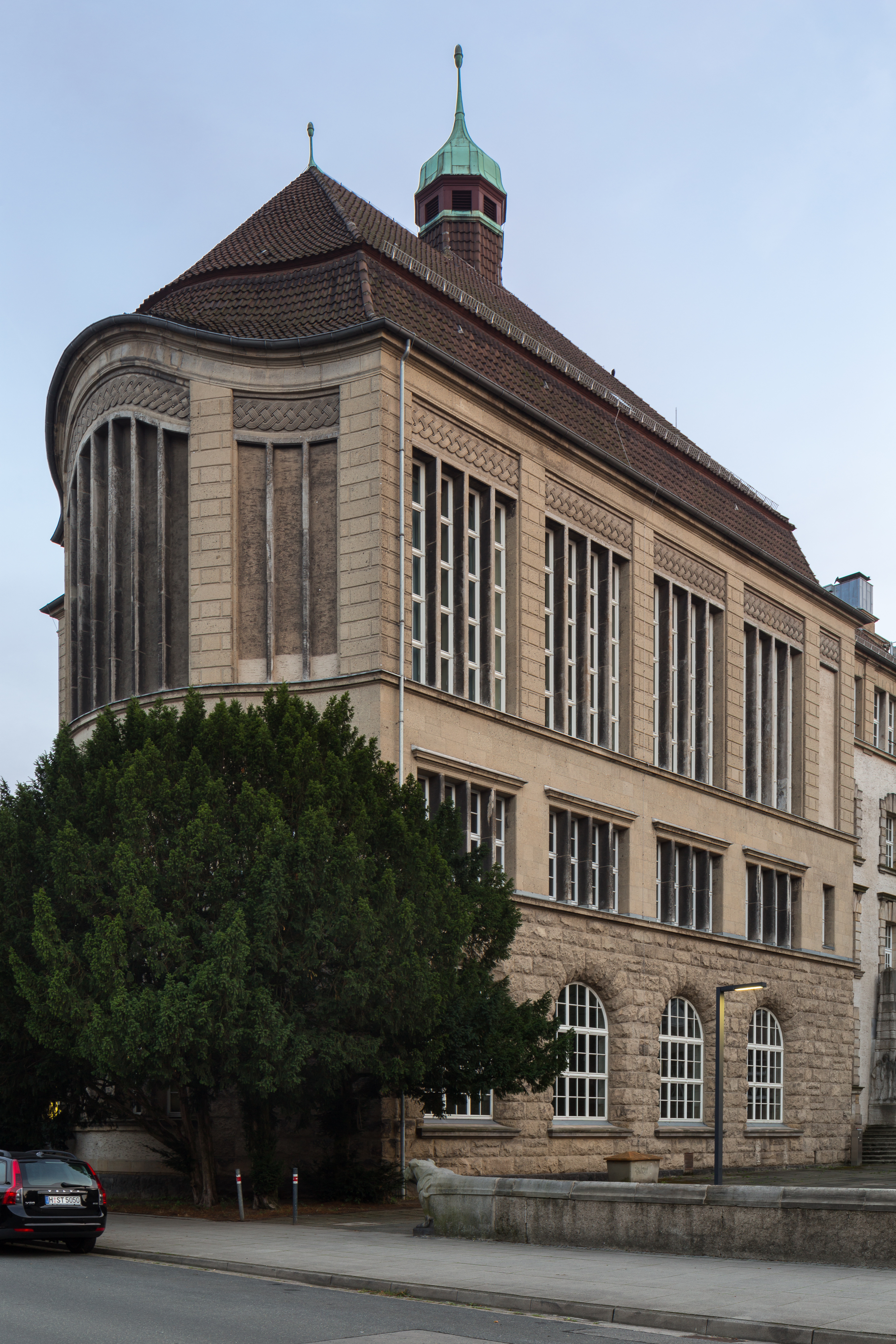
Nordost-Ansicht

Insgesamt besuchen im Schuljahr 2020/21 1116 Schülerinnen und Schüler die Bismarckschule, die von 86 Lehrerinnen und Lehrern und fünf Referendarinnen und Referendaren in den Klassenstufen 5 bis 13 unterrichtet werden.
Am 24. September 2009 wurde der Grundstein für ein neues dreistöckiges Gebäude gelegt, das neben zehn Klassen- und zwei Gruppenräumen auch einer Mensa und einer Cafeteria Platz bietet. Der Neubau, in den rund 4,75 Mio. Euro investiert wurden, wurde am 18. August 2010 von Oberbürgermeister Stephan Weil eingeweiht. Während der Bauzeit befanden sich die meisten Klassenräume in einem vierteiligen Containerbau auf dem Schulhof. Hier hatte man auch eine „Aula“ eingerichtet, in der die schriftlichen Abiturprüfungen abgelegt wurden.
Für weitere 8,25 Mio. Euro wurde auch das historische Hauptgebäude bis zur 100-Jahr-Feier 2011 modernisiert. Die Arbeiten wurden von der Stadt Hannover als Öffentlich-private Partnerschaft ausgeschrieben und vergeben.

### Profil
Schwerpunkte der schulischen Ausrichtung sind das mathematisch-naturwissenschaftliche Profil mit der Einrichtung entsprechender Schwerpunktklassen ab dem fünften Jahrgang, die Einrichtung von „Bläserklassen“ in den Jahrgängen 5 und 6, die Teilnahme am UNESCO-Schulprojekt sowie das Medienprofil der Schule.
In der fünften und sechsten Klasse haben die Schüler in der „Bläserklasse“ die Möglichkeit, ein Instrument zu erlernen. Die Mitwirkung ist auf zwei Jahre beschränkt. Die Schüler haben die Wahlmöglichkeit unter verschiedenen Instrumenten (Querflöte, Klarinette, Alt-Saxophon, Tenor-Saxophon, Trompete, Posaune, E-Bass, Schlagzeug, ehemals auch Tuba und Euphonium). Das Erlernen der jeweiligen Instrumente erfolgt innerhalb der verschiedenen Instrumentengruppen durch einzelne Fachkräfte, sodass der Musikunterricht auf den Kenntnissen der Schüler aufbauen kann. Dieser erfolgt nicht im herkömmlichen Sinne, sondern durch „Klassen-Proben“.
Nach der siebten Klasse ist die „Bläserklasse“ beendet. Die Schüler können sich dann aussuchen, ob sie in einer Arbeitsgemeinschaft (AG) ihr Instrument weiter spielen, ob sie Einzel- oder Kleingruppenunterricht bei den jeweiligen Instrumentallehrern nehmen oder ob sie mit dem Spielen ihres Instruments ganz aufhören.

### Projekte
An der Bismarckschule gibt es auch Projekte, wie die jährliche Afrikawoche der fünften Klassen. Seit 2012 richtet der jeweilige Abiturjahrgang eine Harry-Potter-Nacht für die fünften und sechsten Klassen aus. Zusätzlich richtet der jeweilige Abiturjahrgang seit 2019 einen Winterball für die neunten und zehnten Klassen aus.

### Fremdsprachenangebot
An der Bismarckschule wird Englisch ab der fünften Klasse unterrichtet. Ab Klasse 6 wird als Wahlpflichtfach Französisch, Spanisch oder Latein angeboten. Zusätzlich kann ab der zehnten Klasse Italienisch gewählt werden.

### Arbeitsgemeinschaften und Sportverein
Es werden verschiedene Arbeitsgemeinschaften angeboten, wie die Fußball-, Computer-, Hockey-, Schulzeitung- und Theater-AG.
Zu der Schule gehört der Ruderverein Bismarckschule Hannover e. V., der mit seiner Schülerabteilung ein Rudertraining für die Schüler der Bismarckschule am Schülerbootshaus der Stadt Hannover auf dem Maschsee anbietet.

### Planetarium
Das Gebäude der Bismarckschule beherbergt ein Planetarium mit einem Zeiss-ZKP-1-Projektor sowie eine Sternwarte mit einem Zeiss-150-mm-Fernrohr und einem Celestron-C8-Teleskop in seinem Südturm.

### Kooperationspartner
Die Bismarckschule kooperiert in der Oberstufe mit der Tellkampfschule, um ein breites Spektrum an Schwerpunktwahlfächern zu ermöglichen. Außerdem unterstützt sie eine Partnerschule in Tansania.

## Schülerzeitung
Die mehrmals im Jahr erscheinende Schülerzeitung der Bismarckschule (früher „BisZ“, dann „fussnote“, heute „Neuer BisZ“) wird von Schülern erstellt. Die Auflage beträgt 100–300 Exemplare.

## Persönlichkeiten

### Schüler
- Ferdinand Wilhelm Fricke (1863–1927), „Vater und Schöpfer des hannoverschen Rasensports“[9]
- Sigmund Meyer (1873–1935), Ingenieur und Elektroautomobil-Pionier, erster Industrieller in der Bremischen Bürgerschaft[10]
- Otto Haase (1893–1961), Reformpädagoge
- Walter Krippendorff (1886–1983), Unternehmer
- Pascual Jordan (1902–1980), theoretischer Physiker und Politiker (NSDAP, CDU)
- Enrique Beck (eigentlich Heinrich Beck; 1904–1974), Lyriker und Übersetzer
- Kurt Julius (1909–1986), Fotograf
- Carl Bauer (1909–1999), Architekt
- Nicholas Kemmer (1911–1998), britischer theoretischer Physiker (Kernphysik)
- Horst Langemann (1928–2011), Chemiker
- Frank Wien (1930–1998), Jurist und Politiker (FDP), niedersächsischer Staatssekretär
- Peter Grossmann (1933–2021), Bauforscher
- Peter Glotz (1939–2005), Politiker (SPD), Publizist und Kommunikationswissenschaftler
- Reinhard Hauff (* 1939), Regisseur und Direktor der Film- und Fernsehakademie, Berlin
- Jörn Köhnke (* 1940), Architekt
- Eberhard Neumann-Redlin von Meding (* 1941), Frauenarzt, Königsberg-Historiker und Musiker
- Carl-Hans Hauptmeyer (* 1948), Historiker
- Matthias Sesselmann (* 1953), Autor und Autobiograph
- Jörg Ranau (* 1955), Diplomat
- Cornelius Hasselblatt (* 1960), Finnougrist und Übersetzer
- Michael Hampe (* 1961), Philosoph
- Tobias Kühne (* 1977), Ruderer
- Alicja Kwade (* 1979), Künstlerin

### Lehrer
- ab 1913: Ernst August Büttner[11]
- Albert Herrmann (1886–1945), Geografiehistoriker
- Albrecht Büsing (1884–1952), Lehrer und Politiker (DVP)
- Rudolf Wilckens (1884–1936), Geologe und Paläontologe, Verfasser von Geografie-Schulbüchern
- Kurt Felgner (1912–2002), Musikpädagoge und Chorleiter
- Erich Grün (1915–2009), Maler und Grafiker, von 1957 bis 1981 Kunstlehrer
- Bernhard Ehlen (* 1939), Jesuit und Gründer von German Doctors